# Biçeci
Biçeci (albanska: Biçeci, serbiska: Bičevac) är en by i Kosovo. Den ligger i kommunen Kaçanik. Enligt den senaste folkräkningen år 2011 fanns det 1 696 invånare.

## Demografi
| Demografi | 2011 |
| --------- | ---- |
| albaner   | 1695 |
| turkar    | 1    |